# Пиперитон
Пиперитон (1-п-ментен-3-ол) — кетон, представитель терпеноидов.

## Свойства
Бесцветная или желтоватая жидкость со свежим камфорно-мятным запахом. Растворяется в этаноле и эфирных маслах, нерастворим в воде. Состоит из двух стереозомеров: (+)-пиперитона и (-)-пиперитона.
При восстановлении натрием в этаноле пиперитон превращается к (±)-ментол и (±)-ментол, включая примесь (±)-фелландрена.

## Нахождение в природе и получение
(+)-Пиперитон содержится в масле японской перечной мяты (до 80—90 %) и других эфирных маслах. (-)-Пиперитон содержится в эвкалиптовом (до 40 %) и некоторых других эфирных маслах.
Получают пиперитон из эвкалиптового масла. Химический способ получения пиперитона заключается в его синтезе из окиси мезитила с метилвинилкетоном.

## Применение
Пиперитон используется как компонент парфюмерных композиций и пищевых ароматизаторов. Служит как исходный реагент для синтеза ментола, ментона и тимола.